# ルー大柴
ルー 大柴（、1954年〈昭和29年〉1月14日 - ）は、日本のお笑いタレント、俳優、声優、茶人。本名：大柴 亨（おおしば とおる）。茶人名としては大柴 宗徹。山野美容芸術短期大学客員教授。遠州流茶道師範。浅井企画（2008年1月末まで）→株式会社Carino所属。
東京都新宿区市谷冨久町（現・富久町）出身。立教高等学校卒業。現在は神奈川県川崎市宮前区在住。

## 略歴
第二次世界大戦後にシベリア抑留から引き揚げてきた父と日本で知り合った母との間に、東京で生まれた。父親は旧満州のハルビンで生まれ育ち、ロシア語・中国語・英語に堪能で、幼少の大柴にハグやキスをするような国際的な人物だった。また、大柴の父方の祖父はロシアのウラジオストクで宝石商を営み、ロシア革命後に満州に移り、日本軍に飛行機を一機寄付してしまうほど富裕だった。母親は再婚で、既に2女の親だった。母親の実家は印刷所を営んでおり、父親は婿養子に入っていた。
両親が不仲になったこともあり、高校卒業を機に家を出て独立。欧米各地で、自作のアクセサリーを露天販売しながら数年間放浪。これを機に英会話が特技となる。
帰国したときには両親は離婚しており、一旦は実家が経営する印刷会社に就職するものの即退職。三橋達也の付き人を経て、1977年にテレビドラマ『俺たちの朝』で俳優としてデビューする（ただし、一話限りの出演でそれも端役扱い）。1979年、勝新太郎が主宰した『勝アカデミー』に第一期生として参加。講師だった岸田森の教えを受けた。この時、同期だった小堺一機と知り合う。この間、俳優業は鳴かず飛ばずで、司会業やモデル業をして雌伏の時を過ごす。また、この時期に出演舞台を通じて関根勤とも知り合う。
折り込みチラシなど、モデル時代の事務所のパンフレットに掲載されていた“カジュアルなスタイルにウエストポーチをつけた格好”がラジオ番組『スーパーギャング・コサキン無理矢理100%』で話題となり、番組内で“ポシェット・ルー”として人気に火がつく。後に番組内でレギュラーとしてポエムコーナー『ルー大柴のパックインミュージック』が出来るまでになった。
1989年、関根の主宰する劇団『カンコンキンシアター』の旗揚げに参加し、その独特のキャラクターが脚光を浴びる。アデランスのCMでの「トゥギャザーしようぜ!!」のキャッチフレーズで一躍有名になる。
1992年、第29回ゴールデン・アロー賞芸能新人賞受賞。
また『笑っていいとも!』曜日レギュラー、テレビドラマ『ダブル・キッチン』、NHK大河ドラマ『花の乱』、『万引きGメン・二階堂雪』シリーズや、舞台『ハムレット』などに出演。
1990年代前半の短期間のブレイク後、しばらくはカンコンキンシアターをはじめとする舞台演劇に活動の重点を置き、テレビ番組への出演機会が少なくなる。
2006年5月、マネージャーの勧めで自身のブログを開設。そこで記述された英語交じりの独特の文体が、20歳前後の若い世代から「ルー語」と呼ばれて注目されるようになり、50代にして再ブレイクする。
2007年4月にリリースされた自身の曲『MOTTAINAI 〜もったいない〜』がきっかけで、環境活動家のワンガリ・マータイが提唱したMOTTAINAIプロジェクトに賛同し、テレビ出演時にはそのTシャツを着用した。
2008年、所属する浅井企画をマネージャーと共に退社し独立。
2010年4月、遠州流より準師範を許可され、当代家元小堀宗実より、宗徹（そうてつ）の名前を与えられる。
2012年10月、「ルー語」の口調でナビゲートするAndroid端末用カメラアプリ「ルー大柴のCameraでLet's TOGETHER」をリリース。
2013年4月　遠州流より師範を許可される。茶道当代家元小堀宗実お家元より貫庵（かんあん）大柴宗徹（そうてつ）の庵号を与えられた。

## 芸名の由来
- 役者活動を始めた22歳の頃は大柴允人（まさひと）、新劇に参加し始めた1983年からは大柴亨介と名乗っていた[8]。しかし、「大柴亭」「大紫亭」などのように、落語家の様な名前で誤表記される事が多く、「インパクトのある名前を」と言う事で「ルー大柴」という芸名にした。「ルー」は、本名の「亨（とおる）」から。大柴曰く、自身が幼い頃に家の中で暴れていたところ、それを見た父親が「ルー台風」と呼んでいたのが由来とのこと[9]。テレビに出始めたころは、新聞見出しに「ノレー大柴」や「ルール大柴」「ルー大紫」「ルー太柴」「ルー芝浦」「ルー犬柴」と誤表記されたことがあった。また、初めて書いたサインに対しては、「ノレー大紫（のれーおおむらさき）さんですか?」と聞かれたという逸話もある。

## 人物
- 自称「職業は旅人」。愛車は2代目トヨタ・プリウス。1981年に結婚した妻の万規[10]との間に2人の息子がいるが一般人であり公表されていない。
- タレントとしてはキャラクター作りとして「トゥギャザーしようぜ!」「この間デパートメント・ストアーで」「ジャニュアリーで50歳になるんだよ!」など、会話の中に簡単な英単語を入れるのが特徴（しかも我流当て嵌めで文法にも適っておらず正しくない）。その発端は、高校生時代に帰国子女の同学年生と交際していて、どうしても言葉の端々で英単語が出てしまうから、と述べている[11]。また、実父が満州生まれで日本語は無論のこと、ロシア語・中国語・英語の3か国語をも自由に話せるマルチリンガルであったという、幼少時の体験も少なからず影響していた。
- また俳優を目指していた経緯から演劇指向が強く、舞台に生きる自らの事を「板人（）」、また『カンコンキンシアター』では、後輩達に自身の事を「板長（）」と呼ばせようとしている。業界でもそのような呼び名はないが、舞台（＝板）の長として団員をまとめあげる、座長の直下のポストであるという自負から来た造語であると推測される。実際、『カンコンキンシアター』では、年齢的にもキャリアも座長の関根勤に次ぐ年長者でもあり、舞台公演時にカーテンコールで座長を紹介できる唯一の人物でもある。
- 水辺の生き物が好きで、趣味の一つにドジョウ（ローチ）の飼育があり、川などに出て採集したり、アルビノなどを観賞魚店で買い求めている。現在まで続いているドジョウとの出会いと付き合いは、1998年頃、大柴のテレビ出演が激減しスケジュール帳はいつも真っ白の時期に、息子が通う自然教室についていった際「どじょうってかわいい」と開眼したのがきっかけ。当時の大柴は自ら「人生のバッドタイム」であったと思っていたが、今思えばそれは必要な時間だったかもしれないと語っている[注 2]。2006年11月に観賞魚雑誌の月刊アクアライフ2006年12月号で、インタビューを受け、飼育風景の一部が掲載され、その後同誌2007年5月号から連載を開始した。記事の内容は川や用水路での採集や、珍しいドジョウの紹介、時には大学の研究室（ドジョウ関係の研究を行っている研究室である）を取材することもあり、独特な文章と裏腹にかなり専門性が高い内容となっている。愛魚には10年以上飼育したヒドジョウのチャッピーなどがいる。2007年6月に『ゆうどきネットワーク』にゲスト出演し、密着取材でオフの日に多摩川で小魚採取に興じる大柴を特集した。『どうぶつ奇想天外!』でも、魚部の子供たちと魚捕りをした。
- 自宅でくつろぐ方法の1つに、愛するドジョウたちを眺め、バッハのG線上のアリアを聴きながら芋焼酎（ポテト焼酎）をゆっくり飲むスタイルであると語っている。

## 交友関係
- 福山雅治とは、福山の新人時代からの交友関係で、当時まったくの無名だった彼に親身になって相談に乗ったりアドバイスしたりしていた。福山からは今も連絡が来るらしく、一度「ルーさんの自宅にお邪魔していいですか?」と言われたが、大柴の妻が彼の大ファンで妻曰く「恐れ多い」との事で流れてしまった[12]。福山本人は「ルーマニア」を公言している[13]。
- 石田純一とは生年月日・血液型が全く同じでよくネタにしており、これまでに二人は『快傑!ドクターランド』や『ダウンタウンDX』等で顔合わせをしており、後者によるところでは生年月日も血液型も同じなのに生き方が違っていることを羨ましく思っているが（例えば石田に離婚歴と再婚歴があっても自身にはない）、実際には以前から仲がよいことを自身のブログで語っている。

## エピソード

### 子供時代
先述の通り印刷業を営む母方の祖父からは、小さい頃から跡取りとして期待されていた。ただし両親が渋々印刷業をしていたこともあり、本人も稼業を継ぎたいとは思わなかった。子供の頃は、父の英語を交えた日常会話やハグなどの言動を恥ずかしく思っていたが、父の話し方は後に大柴の“ルー語”の元となった。
中学生の頃に映画館で観た『サウンド・オブ・ミュージック』で、英語で歌って踊って芝居をする役者たちに衝撃を受け、役者に憧れるようになった。高校卒業後「英語を使って海外で自分を表現したい」との思いから、ヨーロッパ(主にイギリスや北欧)を貧乏旅行した。

### 芸能界入り、最初のブレイク
その後母方の祖父の死を知って帰国したが既に両親が離婚していたり、帰国直後に祖父の遺産で親族が一時的にゴタゴタしたことから、大柴は遺産を受け取らずに独立。役者になるための足がかりとしてモデル事務所に所属し、チラシのモデルやCMの端役などをしながらバイト三昧の生活を送った。売れないまま27歳で結婚し、30歳の頃に子供を授かったこともあり役者になる夢を諦めかけた。
そんな中、面識のあった関根勤から「一回だけでいいからラジオ番組に出てくれ」としつこく口説かれて関根・小堺一機の先述の『スーパーギャング・コサキン無理矢理100%』に出演。この時ルー語を用いたクセのあるキャラが彼らや番組スタッフに大受けしたことで、テレビのバラエティ番組出演など一気に仕事が増えた。

### マネージャーとの出会い、再ブレイク
1990年代前半の短期間のブレイク後はテレビ出演が激減し舞台活動がメインになっていたところ、「ルーさん最近テレビに出てないね」と“風のボイス”が大柴の耳に入るようになっていた。そんな折2005年に現在のマネージャー（兼所属事務所社長）と出逢い、「今の感じでやっていたら60歳までもたない。もう一度チャンスを掴みたいんだったら今のルー大柴を捨てたほうがいい」と仕事に対する意識変革を促された。その際、マネジャーから3つの決め事（「真面目に台本を読み込む」、「ギャラの額によってやる気を変えない」、「ファッションにも気を遣う」）を提示された。それを素直に受け入れた所、不思議と仕事が途切れなくなり、50代での再ブレイクに繋がった。
またマネージャーからは、「仕事を増やすため、新しく趣味のようなものを始めた方がいい」と助言された。「50歳になって、今までの自分にないことをしよう」という趣旨で自らのブログを開設する事にした。そのブログに関しての話題が「2006年の“ノーベンバー”頃から、2ちゃんねる経由で火がつき」、世間の人々が注目するようになった。
さらに2006年からは、茶道に入門して月に3回のペースで茶道の先生の所に通って習得。2022年現在も遠州流で稽古をつけてもらっている。茶道習得後は仕事現場で時々お点前してスタッフなどにお茶を振る舞ったり、コロナ禍の現在(2022年)は自宅で薄茶を楽しむなどしている。
大柴は、マネージャーとの出逢いを「砂浜に落としたダイヤモンドを見つけたくらいのデスティニー」と表現し、浅井企画からの独立以降も二人三脚で新しい芸風に挑んでいる。

### その他エピソード
人物評と容姿
- 大柴は、若い頃イタリア人やアラブ人に顔が似ていたと発言しており、自ら「地中海の顔」と評している。 このことから、 本人は、イタリア系ハリウッドスターのアル・パチーノに似ていると称することがある[3][16]ものの、本気かジョークかは不明。 また、ブログに掲載した22歳の頃の写真が嵐の二宮和也に酷似しており、猫背気味な姿勢まで似ていることがインターネット上で話題となった[17]。

『ゆうもあ大賞』の受賞
- 2007年、森喜朗が会長を務めていた『ゆうもあ大賞』を太田光らと共に受賞[18]・表彰された。

ジュリー・アンドリュースのファン
- 俳優を目指すことになったきっかけの映画『サウンド・オブ・ミュージック』の主演女優、ジュリー・アンドリュースのファン[3]。また本人は、「イギリス出身のジュリーの影響を受けてるから、アタシの英語はクイーンズ・イングリッシュなのよ」としている[3]。

祖父の出身地・長崎県での活動
- 父方の祖父は長崎県島原半島出身である[19][20]。そのため、「ロング崎（長崎）」は「第2のカントリー」「ルーのルーツ」と語っている[21]。地元の放送局のディレクターが大柴のキャスティングを熱望した[22]ことから、『よル～じげ　トゥギャザーしようぜ！！』（長崎国際テレビ）に出演[23]。収録のために月1回「ロング崎」を訪問するのを楽しみにしている[21]。
- 2024年10月3日、長崎県教育委員会が県内小中学生を対象として実施した特別授業「令和6年度 第2回＜E＞（かっこいい）動画 〜「夢・あこがれ・志」編〜」の講師を務め[24] 、自らの海外放浪経験から「海外では単語でもいいから、積極的に英語で話すことが大切だ」と生徒たちに訴えた[20]。
- 2025年2月1日に長崎市で開催される、長崎ランタンフェスティバル「皇帝パレード」の皇帝役に選ばれた[25]。しかし、当日は雨の予報であることからパレードは中止となり、メイン会場でのトークショーが開催されることが決定した[26]。

ルー語をヒントとしたシジュウカラの言語能力の解明
- 京都大学白眉センターの鈴木俊貴特定助教は鳥のシジュウカラは、"文法"に基づき"単語"を組み合わせて文章を作る能力があることを解明したが、その時ヒントになったのが「ルー語」であった。「ルー語」から「普段聞くことのない言語の組み合わせ」を使う方法を思いつき、普段から群れを作っているコガラの"言語"を組み合わせて実験を行い、これを証明した。[27]。

## 出演

### テレビ番組
- 噂的達人（TBS、1989年1月6日） - ゲスト。「ルー大柴」としてのTVデビューの番組
- パオパオチャンネル（テレビ朝日系、1989年） 「関根大使」のルー元帥役
- EXテレビ（日本テレビ・読売テレビ、1990年4月2日 - 1994年4月1日）
- クイズ&ゲーム太郎と花子（フジテレビ、1990年10月24日 - 1992年3月25日）
- ライオンのいただきます（フジテレビ）
- 森田一義アワー 笑っていいとも!（フジテレビ、1991年 - 1992年） - 月曜レギュラー
- 笑っていいとも!増刊号
- 笑っていいとも!特大号
- 邦ちゃんのやまだかつてないテレビ（フジテレビ）番組初期に準レギュラーとして出演
- ますこっとたわー（TBS、1991年4月 - 1992年3月） - 司会
- アクション映画夢紀行（1991年、KBC）
- 痛快!いたずらジャジャンボ（テレビ朝日、1992年1月 - 1992年3月） - 司会
- ルーキーショー・愛はかげろう（TBS、1992年4月4日 - 9月26日） - 司会
- 浅草橋ヤング洋品店（テレビ東京、1992年4月14日 - 1995年9月24日） - 司会
- CLUB TO-LON（TBS）
- ファイト!（NHK教育、1992年 - 1993年） - ちはると共に司会
- 快傑!ドクターランド（TBS、1992年10月 - 1993年3月） - 石田純一、蓮舫と共に司会
- ついておいでよ男たち（テレビ朝日、1992年10月 - 1993年1月） - 蓮舫と共に司会
- M10（テレビ朝日）※火曜
- 特選!美味しいTV（テレビ朝日） - 司会
- ビートたけしのつくり方（フジテレビ、1993年10月 - 1994年3月）※ 三谷幸喜脚本のドラマパート　　
  - ミニドラマ「大家族主義」 - 健二
  - ミニドラマ「堀切家の人々」 - 健二
- コサキンルーの怒んないで聞いて!!（TBS、1993年10月 - 1994年3月）
- オールスター感謝祭93 超豪華!クイズ決定版 この秋お待たせ特大号（TBS、1993年秋）- おこきいの番宣でゲスト解答者
- 関根&ルーの!クイズサクセス（フジテレビ）
- 天才てれびくん（NHK教育、1996年） - ドラQラ伯爵役
- 小堺&ルーの極上!とびっきリスト（東海テレビ）
- 探偵!ナイトスクープ（朝日放送テレビ） - 顧問（不定期出演）[28]
- ドクター・フーでトゥギャザーしようぜ!（NHK教育） - 司会
- 5時に夢中!（TOKYO MX、2005年- ） - 司会代理。ゲストとしても最多出場
- コミュニTV 熱情放送（CATV） - 常連
- 月刊岡山トラのアナ（NHK岡山総合テレビ・岡山ローカル） - ナレーション（毎回、ルーがNHK岡山放送局まで出向いて収録を行っている）
- クイズ!ヘキサゴンII（フジテレビ） - 準レギュラー（月1回程度）
- スパイスTV どーも☆キニナル!（フジテレビ） - 準レギュラー
- 科学大好き土よう塾（NHK教育、2008年4月5日 -2009年3月21日）
- 趣味悠々
  - 「万華鏡」（NHK教育、2008年12月）
  - 「山で元気に!田部井淳子の登山入門」 （NHK教育、2009年7月29日 - 9月30日）
- ルー大柴のソウル探訪　カジノを愉しむ旅（旅チャンネル・MONDO21）
- ワケありバンジー（2010年、u局）バンジーマイスター
- あなたもアーティスト「王子江と描く 水墨画を楽しもう」（NHK教育、2010年10月 - 12月）
- デジタルQ（2011年4月 - 、NHK）
- 新・出動!ミニスカポリス（テレビ東京、2001年11月 - 2002年12月） - ルー署長としてレギュラー出演
- The MONDO Times（2012年7月11日 - 、MONDO TV）
- NST開局45周年記念特別番組 ハタラクハコ〜世界に誇りたい！工場＠新潟〜（NST新潟総合テレビ、2012年）
- 坂上忍の勝たせてあげたいTV オールスター競輪（日本テレビ、2017年8月15日） - 自転車の神様（天の声）
- ひるキュン!（TOKYO MX、2017年10月 - 2018年9月） - 月曜レジェンドレポーター
- よル〜じげ トゥギャザーしようぜ!!（長崎国際テレビ、2017年10月7日 - ）
- 大使館☆晩餐会（TOKYO MX、2021年10月16日 - ） - 新MC

### ラジオ番組
- コサキンDEワァオ!（TBSラジオ） - かつてのレギュラーで、世に名前が知られるきっかけとなった番組。レギュラー降板後も年に数回出演。小堺が2004年8月に病気で休業した際は、代役を務めた。
- キャンパスラジオ「Hey!Say!」（ラジオたんぱ）
- ルー大柴のジンセー改造計画（ラジオたんぱ）
- ルー大柴のミュージックイズ危機一髪! - JFNの一部の局で放送されていたミニ番組）
- ルー大柴のがんばルー博覧会 - 地方AM局で放送されていた。
- 余談タイムズ（TBSラジオ）
- ルー&ラッキィの東京アミーゴ（TBSラジオ） - 土曜日深夜、浅草キッドの『すっぽんぽん』内でのミニ番組
- ルー&ラッキィの10分天国 略して東京アミーゴ（TBS） - 岸谷五朗の東京RADIO CLUB内の帯番組。
- パックインミュージック21　ルー&ラッキィの俺たちストリッパー（TBS、1992年4月 - 1993年9月） - ラッキィ池田と共に出演。
- ルー大柴のサンデービッグテン（TBSラジオ）
- ウイークエンド・ルー（TBSラジオ）
- SCHOOL NINE（JFNC、火曜担当）
- 大沢悠里のゆうゆうワイド（TBSラジオ、2007年7月27日） - ゲスト
- NISSAN あ、安部礼司〜BEYOND THE AVERAGE（TOKYO FM、第27、28、75回）
- たまむすび（TBSラジオ、2017年10月26日） - ゲスト[29]

### テレビドラマ
- 俺たちの朝（日本テレビ、1977年） - 水泳コーチ 役 ※大柴允人名義
- 明日の刑事（TBS、1977年）
- あかんたれ（東海テレビ）
- あいつと俺（東京12チャンネル、1980年） - 寺田刑事 役
- 警視-K（日本テレビ、1980年）- 第4話「LiLi」洋服店の店員 役 ※大柴享介名義
- 走れ!熱血刑事 第8話「日曜日はロックンロール」（テレビ朝日、1980年）、第23話「おかしなおかしな目撃者」（1981年） - 殉職する巡査 役 ※大柴享介名義
- セーラー服通り（TBS、1986年）
- 世にも奇妙な物語『死体くさい』（フジテレビ、1990年） - 飯島茂雄 役
- ダブル・キッチン（TBS、1993年） - 松井修一 役
- 大河ドラマ『花の乱』（NHK総合、1994年4月3日 - 12月25日） - 骨皮道賢 役
- 花王 愛の劇場『パパは保母さん』（TBS、1995年4月17日 - 6月2日） - 主演 ※大柴亨名義（本名）
- 3番テーブルの客（1997年、フジテレビ） - アンドリュー堺 役
- 万引きGメン・二階堂雪 シリーズ（第1作 - 第7作・第11作 - 第16作）（TBS、1998年4月27日 - ）- 和田幸雄 役
- フォトグラファー桜井美由紀3（TBS、1998年8月24日） - 神山徹 役
- 南町奉行事件帖 怒れ!求馬II（TBS・C.A.L、1999年） - 第3話「おれは用心棒」 荒尾軍十郎 役
- はみだし刑事情熱系 （テレビ朝日、1999年） - 吉原進 役
- 水戸黄門 第28部（TBS・C.A.L、2000年） - 第13話「哀しきゴマスリ出世道-桑名-」 雨宮慎之介 役
- 大江戸を駈ける!（TBS、2000年 - 2001年） - 青木竜四郎 役
- 松本清張特別企画・わるいやつら（テレビ東京、2001年4月18日） - 種田 役
- ナースのお仕事（2002年） - 北沢洋一 役
- 天才てれびくんMAX『アイドルはやめられない!?』（NHK教育） - 主人公のおじ（科学者） 役
- 不倫調査員・片山由美6（テレビ東京、2004年12月8日） - 立田進一 役
- 笑う三人姉妹（NHK総合、2005年） - バズーカ山本 役
- 鉄板少女アカネ!!（TBS、2006年10月15日） - 第1話「料理は焼きが命だ!!父の味を取り戻せ!!」 ゲスト出演
- 東京少女真野恵里菜（BS-i、2009年2月14日） - 第2話「さよならお父さん」 二ノ宮俊章 役
- ドラマ10『離婚同居』（NHK総合、2010年6月8日） - 第4話　不動産屋の男 役
- 都市伝説の女（テレビ朝日、2012年5月25日） - 第7話「座敷わらしは見た!?離婚夫婦の密室殺人」 石橋学 役
- 仮面ライダードライブ（テレビ朝日、2014年10月19、26日） - 浅矢一広 役
- 牙狼〈GARO〉-GOLDSTORM- 翔 第6話（テレビ東京、2015年5月15日） - ダンケ 役
- 下町ロケット 第1話（TBS、2015年10月18日） - 徳田部長 役
- 第27回 フジテレビヤングシナリオ大賞 超限定能力（2015年12月20日、フジテレビ） - 謎のサラリーマン 役
- ナオミとカナコ 第1話（フジテレビ、2016年1月14日） - 山根清三 役
- ドクター調査班〜医療事故の闇を暴け〜 第1話（テレビ東京、2016年4月22日） - 山本健史 役
- Chef〜三ツ星の給食〜（2016年） - 柿谷秀樹 役
- 婚姻届に判を捺しただけですが（TBS、2021年10月19日 - 12月21日） - 大加戸丈治 役
- 両刃の斧（WOWOW、2022年）

### 映画
- 湾岸バッド・ボーイ・ブルー（1992年）
- もうDEBUなんて言わせない!（1997年）
- CUTE（1997年）
- 銀の男六本木伝説（2001年）
- Summer Nude（2003年）
- デコトラの鷲 祭りばやし（2003年10月）
- いかレスラー（2004年）
- 花とアリス（2004年）
- ひいろ（2006年）
- 一億の猫（2006年）
- あなたを忘れない（2007年）
- 富士とドーナツ 短編映画集『男たちの詩』より（2008年）
- 252 生存者あり（2008年）
- 銀色の雨（2009年） - 部活動の顧問役
- アベックパンチ（2011年）
- WAYA! 宇宙一のおせっかい大作戦（2011年）

### オリジナルビデオ
- 2人のマジカル・ナイト（1991年）
- 悪い金儲け（1992年）
- くどき屋ジョー（1994年）
- 実録マフィアンヤクザIX（2014年）
- 半沢直美（2015年）

### 配信ドラマ
- 仮面ライダーBLACK SUN（2022年10月28日、Amazon Prime Video） - 堂波真一 / 堂波道之助 役[30]

### ゲーム
- ルー大柴&細川ふみえ 早押しクイズ グランドチャンピオン大会（1994年、ジャレコ） - クイズ番組を模したゲーム進行を取り仕切る司会として登場。細川ふみえと共演。
- グラナド・エスパダ（日本版） - 「アンドレ・デ・ルー大柴」役：2009年10月6日から12月1日、「大柴DEヴェンデッタ」役：2013年3月27日から6月19日　期間限定イベントNPCとして登場。イベント期間の間は編入してプレーヤーキャラクターとして操作可能。

### 声の出演
- ビデオゲーム 3DO メガレース MegaRace に登場するゲーム進行役 Lance Boyle（ランス・ボイル）の日本語吹き替え
- 超劇場版ケロロ軍曹3 ケロロ対ケロロ天空大決戦であります!（2008年） - ドルル役
- ヤッターマン（読売テレビ、2008年7月28日） - トールー役

### 広告
- アデランス
- 大鵬薬品・ソルマック
- サンヨー食品・ごくらく麺、ごくらく焼きそば
- 三菱重工・ビーバーエアコン - 細川ふみえと共演
- キリンビバレッジ・午後の紅茶『ダブ・ルー』篇他 - 松浦亜弥と共演
- ミスタードーナツ・ミスター飲茶涼風麺『いけル〜?』篇（2008年4月）
- 月桂冠・つき（2008年8月30日 - ） - 藤原紀香、モト冬樹と共演
- アットホーム『声だけルー』篇（画面出演は相武紗季、2008年10月 - ）
- 江崎グリコ・2段熟カレー『2段ルウ』篇 - 室井滋、石井萌々果と共演
- グラナド・エスパダ（日本版）（2013年4月）
- CNCIグループ『\新時代のケーブルテレビを探れ!/それゆけ!!警部ルー』・『ケーブル大作戦』（2015年）
- ユニバーサルシグマ・ナオト・インティライミ『together』（2016年）
- シティライト（2017年7月 - ）
- 大劇 (パチンコチェーン)（2019年 - ）
- 日清食品・カレーメシ（2020年） - 孫[注 6]と共演
- ソーシャルテック・チャップアップ育毛剤（2021年9月） - 永尾まりやと共演[31]
- 日本スポーツ振興センター・スポーツ振興くじ「BIG」（2022年） - 石田ゆり子、阿川佐和子と共演[32]
- 司法書士法人杉山事務所（2023年8月 - ） - ラジオCMを主体に、新聞広告にも登場[注 7]。

### その他
- 倖田來未/Black Cherry DISC3 DVD DVD MOVIE『Cherry Girl』
- 富士通「ScanSnap 冬のキャンペーン」キャラクター（2007年、2008年）
- 日立製作所「環境への取り組み」インタビュー （2010年）
- fripSide/Decade DISC2 Blu-ray・DVD『Decade』（2012年）
- 音遊人（ヤマハ・フィーリング・クラブの会員誌）（2013年12月号）

### 舞台
- カンコンキンシアター（1989年 - 2007年） - 新宿シアターアプル
- ハムレット
- 恋と結婚（1998年 三越劇場/1999年） - 博品館劇場
- 29歳の女たち3 〜風の通り道〜（1998年） - 博品館劇場
- ルパン三世 I'm LUPIN（1998年） - サンシャイン劇場・ルパン三世役
- 一人芝居『ライスカレー』（1998年 - 1999年） - シアタートップスなど全国13カ所で公演。劇場の舞台で演技をしながら実際にライスカレーを作り試食するという珍しい舞台。[33]
- 向田邦子名作劇場「阿修羅のごとく」（1999年） - 全国公演
- ハウ・トゥー・サクシード（2000年） - 梅田コマ劇場
- Fool's（2001年） - 新宿シアターモリエール
- 西遊記GOCOO（2001年、2002年） - 新宿コマ劇場（01年）、梅田コマ劇場（02年）
- ランフォーユアワイフ『走れ!!スミス』（2001年、03年） - 新宿シアターアプル、地方公演。
- 天国の本屋（2002年、03年）博品館劇場、地方公演
- 向田邦子小劇場（2002年） - 三越劇場／地方公演
- おもろい幽霊（2002年） - 新宿コマ劇場
- わだばゴッホになる 棟方志功物語（2003年） - 梅田コマ劇場・新宿コマ劇場
- クリオネ（2005年） - 下北沢ザ・スズナリ
- 帰ってきたHey!Say!ルー（2005年） - 恵比寿エコー劇場
- 笑われたかった男 〜林家三平物語〜（2005年） - 新宿コマ劇場
- さよなら、チャーリー（2024年） - あうるすぽっと[34]

## 著書
- 『ルー大柴のLIFE IS ONCE』（1990年、シンコーミュージック、ISBN 4-401-61320-1）
- 『ひとりよがり』（1992年、学習研究社） - GAKKEN MOOK・BOMB!特別編
- 『はずかしい話』（1993年、集英社、ルー大柴とはずかしい話採集研究会編、ISBN 4-08-781083-6）
- 『観覧車からトーキングブルース』（1994年、ぶんか社、ISBN 4-8211-0496-2）
- 『ルー炎上! 恥かけ、汗かけ、涙しろ!』（2007年、マガジンハウス）
- 『ルー語大変換』（2007年、扶桑社、ISBN 978-4594054090）
- 『ルー語でかるた』（2007年、シンコーミュージック、ISBN 440-1622669）本人が読み上げるCDつき
- 『男の落とし前 奇跡の大復活の真実』講談社, 2008
- 『ルー語苑』（コスモブックス）コスミック出版, 2008
- 『くるくるくるりんまなぶくん まなぶくんの一日』立田真文共著, 中島仁美 イラスト. 電気書院, 2009
- 『MOTTAINAIの木の実』樋上公実子 絵. 実業之日本社, 2010
- 『ルー大柴のリバーとトゥギャザー! 川魚の採り方と飼い方がわかる本（アクアライフの本）ルー大柴と川遊び生活向上委員会 著. エムピージェー, 2013
- 『心を整えルー :ティーが教えてくれた人生で大切なこと』大柴宗徹 著. 自由国民社, 2019

## 雑誌連載
- 月刊アクアライフ（毎月11日発売　株式会社エムピージェー）「ルー大柴PRESENTS リバーとトゥギャザーキャッチキャッチキャッチ!」

## 音楽
- PSYCHEDELIC SOUND PARADISE（1991年、テイチク） - 関根勤、ラッキィ池田と共に「オラセラル」として
- オレ達、ルーキーショー（1991年、キングレコード） - きたろう、翔と共に「ルーキーショー」として
- YOKOHAMA/あまい囁き（1992年、テイチク） - ルー大柴 with 国分友里恵として
- 覚えてないんです（1992年、ポリドール） - 大鵬薬品ソルマックCMソング。佐野啓子と共に。作詞・作曲水野有平
- 抱腹絶倒目覚ましCD（1994年、サンリオ） - 松尾貴史と共に
- ファイティング目覚ましCD（1994年、サンリオ） - 松尾貴史と共に
- ルパン三世 〜アニメカル愛・夢・ルパン〜（1998年、日本コロムビア） - ルパン三世誕生30周年記念ミュージカル。アニメカルルパン三世オリジナルサウンドトラック
- MOTTAINAI〜もったいない〜（2007年、NHK「みんなのうた」） - 仁井山征弘と共に。振付けはラッキィ池田
- パーティー野郎Aチーム feat.ルー大柴　アルファ（2008年 EMIミュージック・ジャパン アルファのアルバム「パーティー野郎Aチーム」に収録）

## DVD
- 楽しい夜遊び STEPPER'S PARADICE with ルー大柴   2007年5月30日発売
- ルー大柴革命 〜ルー語でトゥギャザーしようぜ!〜   2007年8月24日発売
- 爆笑アニメ版！問題な日本語   2008年5月15日発売
- ルー語で覚えるお手軽クッキング  2008年5月21日発売
- ルー大柴のイングリッシュTOGETHER!!~ハワイ篇~   2009年2月11日発売

## 受賞歴
- 第29回ゴールデン・アロー賞芸能・新人賞（1992年）
- GQ MEN OF THE YEAR 2007（2007年）[35]
- 第13回 日本シューズベストドレッサー賞 シニア部門（2020年）[36]